# Актас (Ариська міська адміністрація)
Акта́с (каз. Ақтас) — село у складі Ариської міської адміністрації Туркестанської області Казахстану. Входить до складу Монтайтаського сільського округу.
Населення — 141 особа (2021; 141 у 2009, 129 у 1999, 147 у 1989).